# Вулька-Недзьведзька
Вулька-Недзьведзька (пол. Wólka Niedźwiedzka) — село в Польщі, у гміні Соколів-Малопольський Ряшівського повіту Підкарпатського воєводства.
Населення — 1822 особи (2011).

## Демографія
Демографічна структура станом на 31 березня 2011 року:
|          | Загалом | Допрацездатний вік | Працездатний вік | Постпрацездатний вік |
| -------- | ------- | ------------------ | ---------------- | -------------------- |
| Чоловіки | 892     | 201                | 621              | 70                   |
| Жінки    | 930     | 215                | 523              | 192                  |
| Разом    | 1822    | 416                | 1144             | 262                  |